# Hartbeesfontein
Hartbeesfontein is een dorp in de provincie Noordwest in Zuid-Afrika. Het dorp ligt in de buurt van Klerksdorp. In 2011 telde het dorp 1467 inwoners.

## Subplaatsen
Het nationaal instituut voor de statistiek, Stats SA, deelt sinds de census 2011 deze hoofdplaats in in zogenaamde subplaatsen (sub place), c.q. slechts één subplaats:
Hartbeestfontein B SP.